# 田中充 (ジャズトランペッター)
田中 充（たなか みつる、1974年5月12日- ）は、京都府福知山市出身のジャズトランペット奏者。

## 来歴
福知山市立大正小学校、福知山市立桃映中学校、埼玉県の早稲田大学本庄高等学院を卒業。早稲田大学に進学後、ジャズのビッグバンドサークルで本格的にジャズを始める。
1997年、アメリカ合衆国ボストンのバークリー音楽大学に留学。1999年帰国後は、自らのバンドミツルジルシを結成し、東京を中心にライブ活動を展開中。近年ではスキマスイッチのライブのサポートも務める。